# مبرهنة ماردن

مثلث والقطع الناقص الداخلي لشتاينر الخاص به. جذور الدالة هي النقاط السوداء، وجذور الدالة هي النقاط الحمراء. النقطة الخضراء المركزية هي جذر الدالة. تنص مبرهنة ماردن على أن النقاط الحمراء هي بؤر القطع الناقص.

في الرياضيات، مبرهنة ماردن (بالإنجليزية: Marden's theorem)‏، المسماة هكذا نسبة إلى عالم الرياضيات موريس ماردن تعطي علاقة هندسية بين جذور دالة تكعيبية معاملاتها أعداد مركبة من جهة، وأصفار مشتقتها من جهة ثانية.